# Frydag (Adelsgeschlecht)

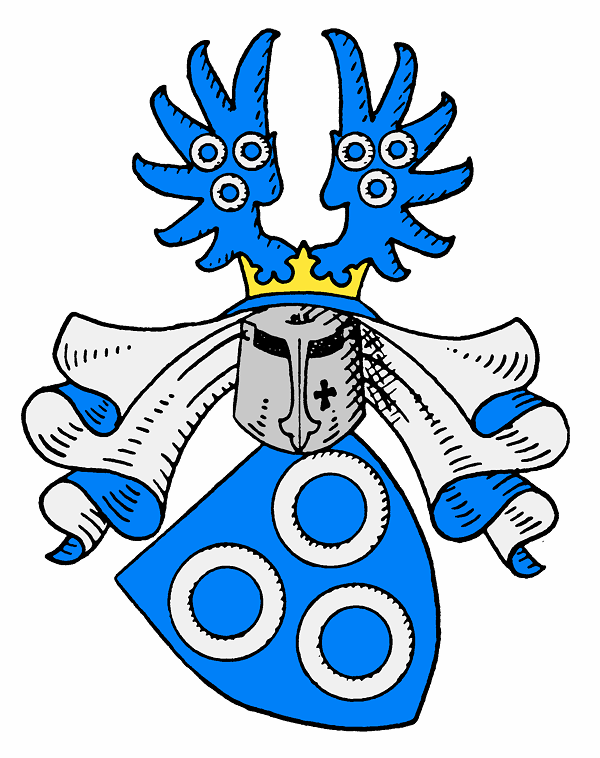
Wappen derer von Frydag / Freytag

Die Familie Frydag (auch: Vrydach, Freytag, Freitag und verschiedene andere leicht abweichende Schreibweisen) ist ein seit Anfang des 14. Jahrhunderts bekanntes Adelsgeschlecht, das dem Uradel Westfalens entstammt und urkundlich erstmals 1198 und 1217 mit Wecelo Vriedach auftritt. Am Ende des 13. Jahrhunderts zogen westfälische Adelige, unter ihnen auch Angehörige der Frydags, nach Preußen und Livland, um mit und im Deutschen Orden für die Verbreitung des Christentums zu kämpfen. Durch Heirat 1574 mit der Erbtochter der Herrlichkeit Gödens in Ostfriesland gelangten die Frydags zu großem Ansehen und Reichtum. Einige Linien führten seit 1646 den freiherrlichen und seit 1692 den gräflichen Titel.
Die Familie Freytag hat in der deutschen Geschichte mehrfach eine bedeutende Rolle gespielt, besonders in Gestalt des livländischen Landmeisters, aber auch in der Person des Besorgers der Bombe des 20. Juli 1944, Wessel Freiherr Freytag von Loringhoven. Darüber hinaus wird der General Hugo von Freytag-Loringhoven als Militärschriftsteller zu Fragen des Ersten Weltkrieges häufiger zitiert. Gleiches gilt für den Völkerrechtler Axel Baron von Freytagh-Loringhoven in der Weimarer Republik. Der spätere stellvertretende Generalinspekteur der Bundeswehr Bernd Freytag von Loringhoven war in den letzten Kriegswochen Adjutant zunächst von General Guderian, später von General Krebs und bereitete als solcher die Lagebesprechungen mit Adolf Hitler im Führerbunker vor; er wurde deshalb häufig als Zeitzeuge herangezogen.

## Namensformen
Die Schreibweise der unterschiedlichen Zweige der freiherrlichen Familie divergiert:
- von Frydag
- von Freytag genannt Löringhoff
- Freytag von Loringhoven (auch: von Freytag-Loringhoven)
- Freytagh von Loringhoven (auch: von Freytagh-Loringhoven)

Weitere Namenszusätze waren:
- zu Husen (bei Syburg), erloschen 1655
- zu Buddenburg, erloschen 1908
- zu Sandfort (bei Olfen-Vinnum), erloschen 1717
- zu Goedens, Reichsfreiherren 1646, Reichsgrafen 1692, erloschen 1746
- zu Grevel (bei Syburg), erloschen 1546
- zu Drenhusen
- zu Hockerde (bei Syburg)

Ferner waren folgende Schreibweisen verbreitet: Vriedach, Fridagh, Frydag, Frejdag, Freitag.
Die aus dem Baltikum stammenden Angehörigen des Geschlechts führen als Namensbestandteil das vormalige Prädikat „Baron“, sofern keine Ersetzung durch „Freiherr“ vorgenommen wurde.

## Geschichte

### Westfalen
Urkundlich wird ein Wecelo Vriedach im Jahr 1198 in einer Urkunde des Grafen Gottfried von Arnsberg und erneut 1217 als Zeuge in einer Urkunde des Bischofs von Münster erwähnt. In der ersten Hälfte des 13. Jahrhunderts findet sich die Familie als Ministerialen der Bischöfe von Münster und Minden, in der zweiten Hälfte sind sie beim Erzbischof von Köln und in den Stiften von Essen und Herford.
1326 siegelte ein Goswin von Datteln genannt Fridag mit dem Drei-Ringe-Wappen. Zu den weiteren ersten fassbaren Trägern dieses Namens, die Johann von der Berswordt in seinem westfälischen Stammbaum von 1624 anführt, gehören Theodericus Frydag, meles et castelanus in Recklinghausen als Zeuge 1366 in einer Urkunde des Klosters Oelinghausen und Konrad Frydag, der 1316 ein Haus mit Hof in Dortmund an die Dominikaner zum Bau eines Klosters verkaufte. Es wird vermutet, dass der Abt Meinerus Frydag zu Deutz, der 1330 starb, sein Bruder gewesen ist. Wahrscheinlich war Hermann Frydag ein Sohn oder Enkel dieses Konrad Frydag; er begleitete den Grafen Engelbert von der Mark in Feldzügen und bekräftigte als Zeuge öfters die von diesem ausgestellten Urkunden aus dem Jahr 1370. Ein Eberhard von Frydag war von 1385 bis 1390 der 21. Abt des Klosters Cappenberg. Arnold und Golfried Frydag unterzeichneten die Vereinigung des märkischen Adels am Laurentiustage 1419. Mit Eberhard Frydag, der 1421 die Besitzung Löringhoff (Loringhoven) bei Recklinghausen erwarb, und den Beinamen davon annahm, fängt die ununterbrochene Stammreihe des Geschlechtes an. Den Namen Freytag von Loringhoven tragen seine Nachkommen aus den baltischen Linien der Familie bis heute. Dieser Eberhard besaß auch Güter im Herzogtum Jülich, die er von den Pfalzgrafen zu Lehen erhielt.
Haus Buddenburg in Lünen war vom 14. Jahrhundert bis 1902 im Besitz der Linie Frydag zu Buddenburg (erloschen 1908), die im 17. Jahrhundert auch Loxten besaß. Haus Grevel kam 1350 in den Besitz der Familie, die dortige Linie erlosch 1546. Haus Wischlingen kam in der zweiten Hälfte des 14. Jahrhunderts über zwei Erbtöchter zu gleichen Teilen an die Familien Frydag und Ovelacker; der Frydag'sche Teil gelangte über die Familie von Plettenberg 1511 an die von Syberg. Godert und Arnt Frydag heirateten die Erbinnen Aleke und Belke von Husen und kamen dadurch in den Besitz des Niederhofes und des Oberhofes in Husen bei Syburg, heute Burg Husen und Haus Husen (bis 1655 im Besitz).
Diederich Frydag van den Husen auf Haus Schörlingen bei Waltrop erwarb 1421 das Haus Löringhof südlich von Datteln, das bis ins 17./18. Jahrhundert im Besitz der Familie blieb; es wurde um 1961 abgerissen. Da von dort um 1450 zwei Brüder ins Baltikum gingen, wurde dieser Sitz namensgebend für die baltischen Zweige (siehe unten, Deutscher Orden). Von 1550 bis 1719 war Schloss Sandfort im Besitz der Familie. Eine Linie saß auf Hockerde, Pentling und Drenhusen (bei Syburg). 1574 kam das ostfriesische Gödens als Heiratsgut an die Familie, die dort ein Barockschloss errichtete, das 1746 an die heutigen Besitzer, Grafen Wedel, weitervererbt wurde (siehe unten, Ostfriesische Linie). Georg Wilhelm Freiherr von Frydag aus Gödens erbte 1742 von seiner ersten Ehefrau Sophia Johanna von Schade das Haus Daren und ließ dort 1752 ein neues Herrenhaus erbauen. Von allen westfälischen Zweigen blüht bis heute einzig noch die Linie der Freiherren von Frydag auf Daren. Seit 1907 ist auch die von August Freiherr von Frydag auf Daren gegründete Ziegelei „Olfry“ in Vechta im Familienbesitz.

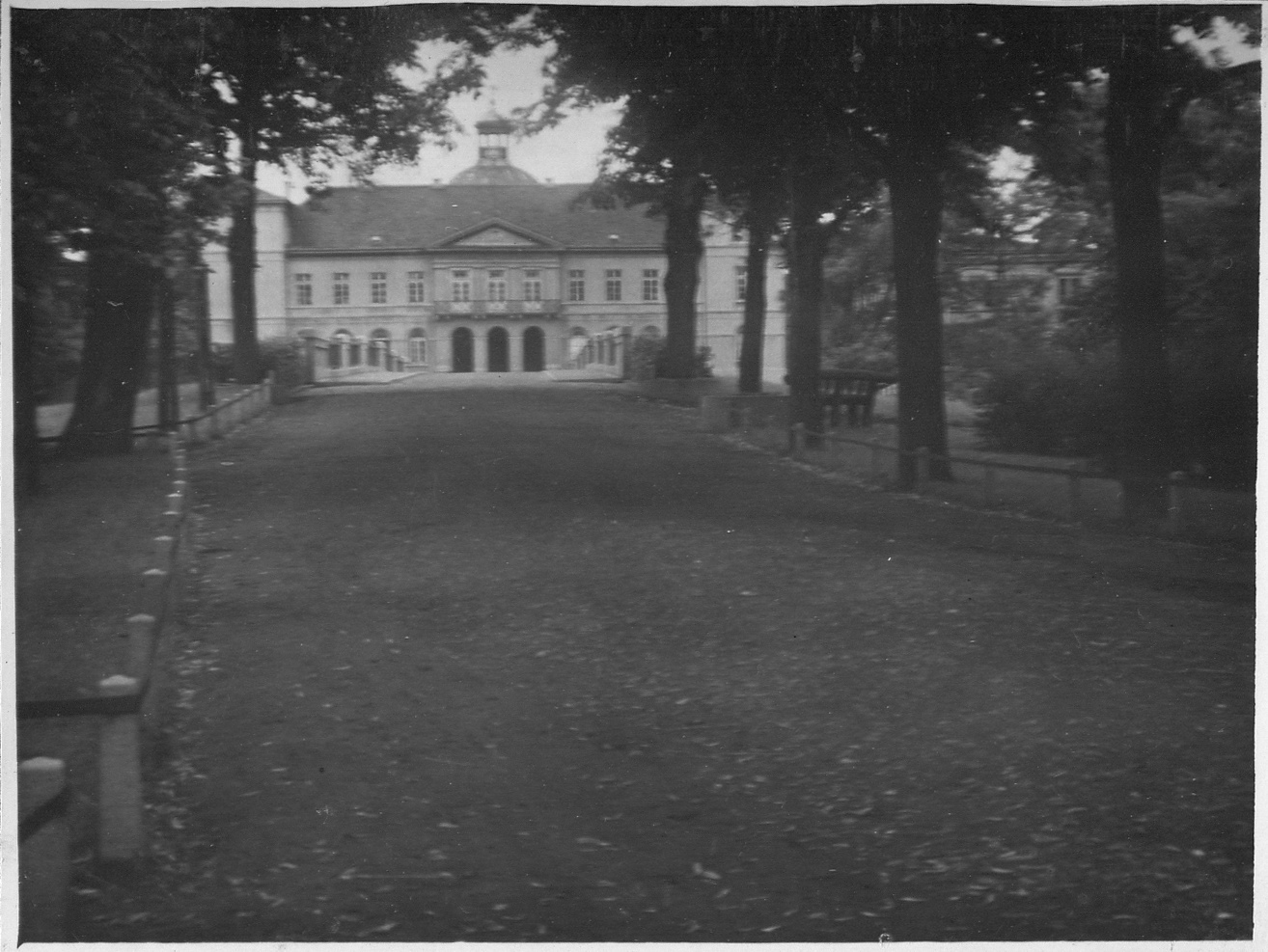
Haus Buddenburg
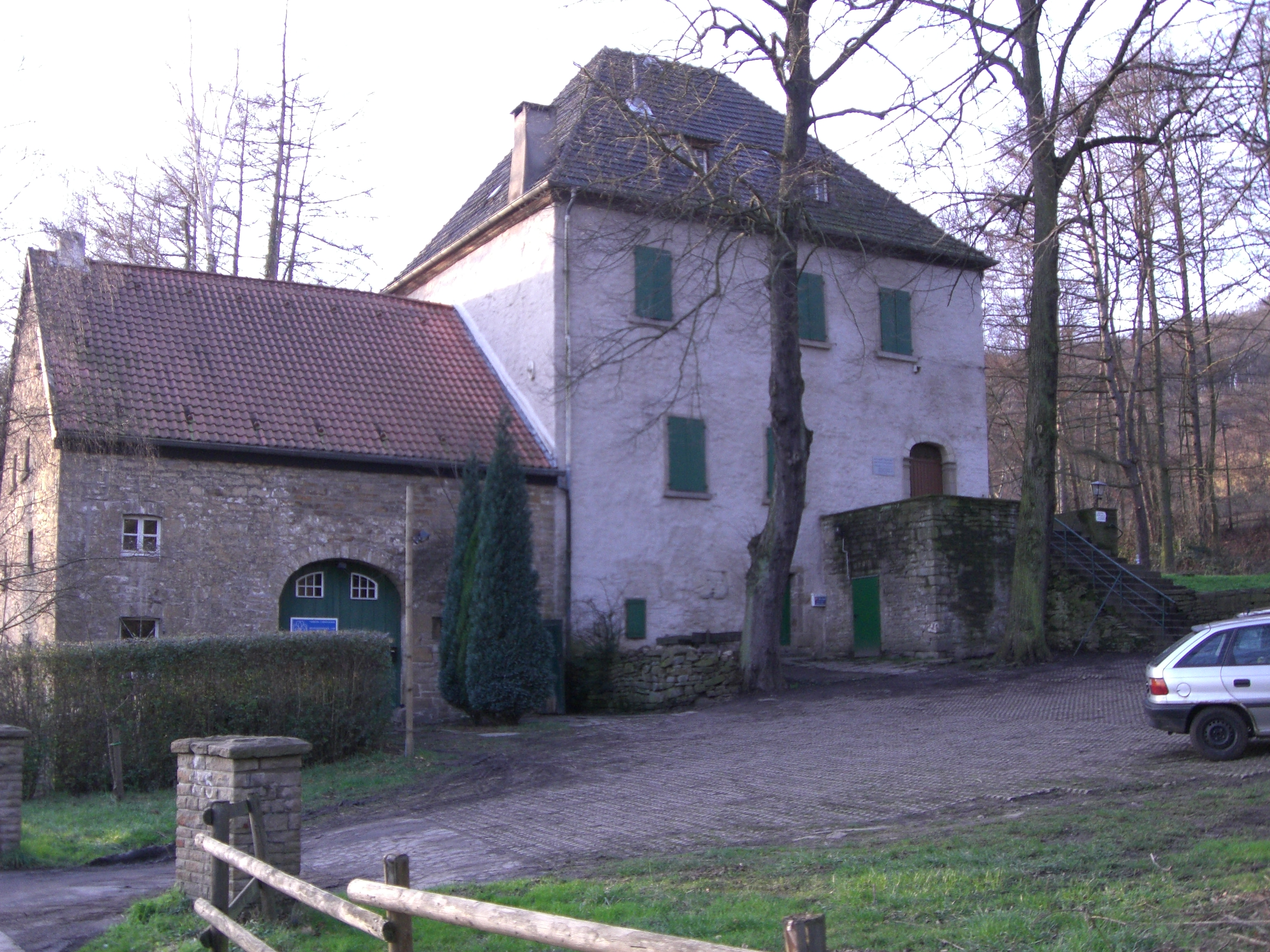
Burg Husen
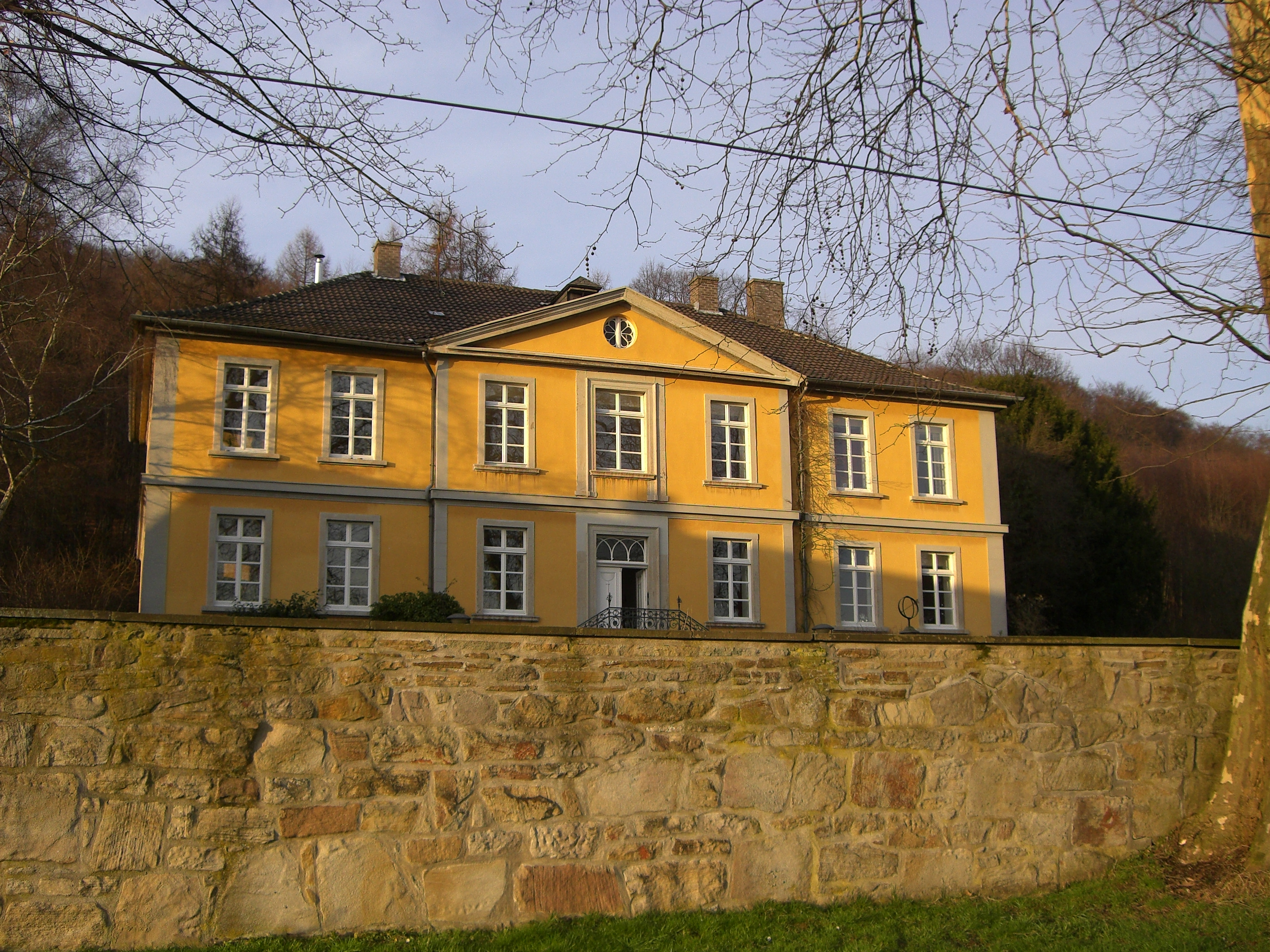
Haus Husen

### Deutscher Orden
Johann Frydag zu Talberg war einer der Ritter, die 1445 mit dem Dietrich Erzbischof von Köln in der Soester Fehde beistanden. Dabei geriet der Erzbischof mit einem Teil seiner Ritter einschließlich Johann Frydag in Gefangenschaft. Sie mussten sich ihre Freiheit mit 32.000 Goldgulden erkaufen. Doch dieses beugte Dietrich nicht und schon im folgenden Jahre 1446 sendete er mit mehreren Anderen vom Adel dem Herzog Reinold von Geldern einen Fehdebrief.
Die Brüder Andreas Frydag und Johann Frydag aus Löringhoff zogen in der Mitte des 15. Jahrhunderts nach Preußen, um dem Deutschen Orden in seinen Kriegen gegen die Polen beizustehen. Letzterer trat in den deutschen Ritterorden ein. Sein Mut und seine Tapferkeit verbunden mit Geistesgaben brachte ihm die Stelle eines Heermeisters des Ordens in Livland ein, die er 37 Jahre lang ausübte. Nachdem er 1489 Wolter von Plettenberg zum Landmarschall ernannt hatte, konnte er 1491 den 200-jährigen Bürgerkrieg in Altlivland beenden, so dass dort bis 1561 eine Zeit kultureller Blüte folgen konnte. Sein Bruder Andreas erwarb sich dort Güter und pflanzte sein Geschlecht fort.  Der dritte Bruder Melchior (* 1466) ist der gemeinschaftliche Stammvater der Linie in Preußen in den Provinzen der Mark und Münster.
Das über viele Jahrhunderte gleichzeitige Bestehen reichsdeutscher und deutsch-baltischer Familienzweige, also in der ursprünglichen Heimat ansässig gebliebener Linien und den Nachfahren zumeist jüngerer Söhne, die bereits im Mittelalter ins Ordensland ausgewandert und dort ansässig geworden sind, ist auch bei anderen Adelsfamilien zu verzeichnen, so den Vietinghoff, den Korff, den Wenge/Lambsdorff, den Grotthuß/Grothaus(en) oder den Waldburg-Capustigall.

### Ostfriesische Linie zu Gödens
Mit den Brüdern Franz und Bertold teilte sich das Geschlecht in der Mitte des 16. Jahrhunderts in die ostfriesische und westfälische Linie.
Franz Frydag (1555–1606) heiratete Almuth von Olden-Bockum, die Tochter von Almuth Boing und Erbin von Gödens. So erhielt die Familie 1574 die Herrlichkeiten Gödens und Uiterstewehr in Ostfriesland. Er war Stifter mehrerer Linien, wovon eine bald darauf in freiherrlichen und gräflichen Stand erhoben wurde, aber 1746 erloschen ist.
Franz bekleidete die Stelle eines Hofrichters in Aurich, nachdem er vom Grafen Johann von Ostfriesland und den Ständen die Genehmigung zur Errichtung eines Hofgerichts erhalten hatte (1590). Als er starb, hinterließ er eine Tochter Margaretha, die mit Johann auf dem Berge zu Rephorst verheiratet war und vier Söhne hatte, von denen der älteste Oldenbockum der den Geschlechtsnamen seiner Mutter als Taufnamen führte (ein Gebrauch der in Norddeutschland öfters stattfand). Er verlor sein Leben bei der Belagerung von Rees (1602). Weitere Söhne waren Haro (1578–1637) und Melchior Ernst (1579–1641), die sich die Herrlichkeiten Gödens und Uiterstewehr teilten und damit Urheber zweier weiterer Linien wurden.
- Melchior Ernst (1579–1641) zeichnete sich im niederländischen Krieg aus und heiratete Beate Sophia von Boineburg a.d.H. Honstein. Seine Urenkelin Hendrina war mit dem ostfriesischen Administrator des Fürstentums, Nicolaus Moritz Frese zu Hinte, verheiratet und somit Erbe der Herrlichkeit Uiterstewehr. Der Zweig erlosch 1748.
- Haro (1578–1637) war Häuptling zu Gödens und Drost zu Leer und wurde 1624 von den niedersächsischen Kreisständen an den kaiserlichen Hof nach Wien gesendet, um gegen den Einfall der ligistischen Truppen unter dem Generalfeldmarschall Grafen Tilly und dessen ausgeschriebene Kriegskontributionen Klage zu erheben. Er hinterließ von zwei Frauen Katharina Freiin von Innhausen und Knyphausen und Elisabeth von Haaren insgesamt drei Söhne und vier Töchter, darunter:
  - Herbert starb 1642 unverheiratet als Drost zu Emden.
  - Johann Wilhelm heiratete Johanna von Diepenbrock[7] und wurde Stifter einer Linie in Westfalen.
  - Franz Hyko (* 9. Februar 1606) führte als Häuptling zu Gödens den Hauptstamm fort. Er erhielt die Stelle seines Vaters als Drost zu Leer und konvertierte 1639 nach der Heirat mit Elisabeth von Westerholt, Erbin von Hackfort, zur katholischen Religion zurück. Er wurde am 18. Januar 1646 von Kaiser Ferdinand III. in den Reichsfreiherrenstand erhoben. Franz Hyko hatte mehrere Kinder:
    - Hedwig Orianna (1648–1694) war die Ehefrau von Dodo II. von Inn- und Kniphausen zu Lütetsburg und Johanna Ehefrau des Grafen Jan von Beuren.

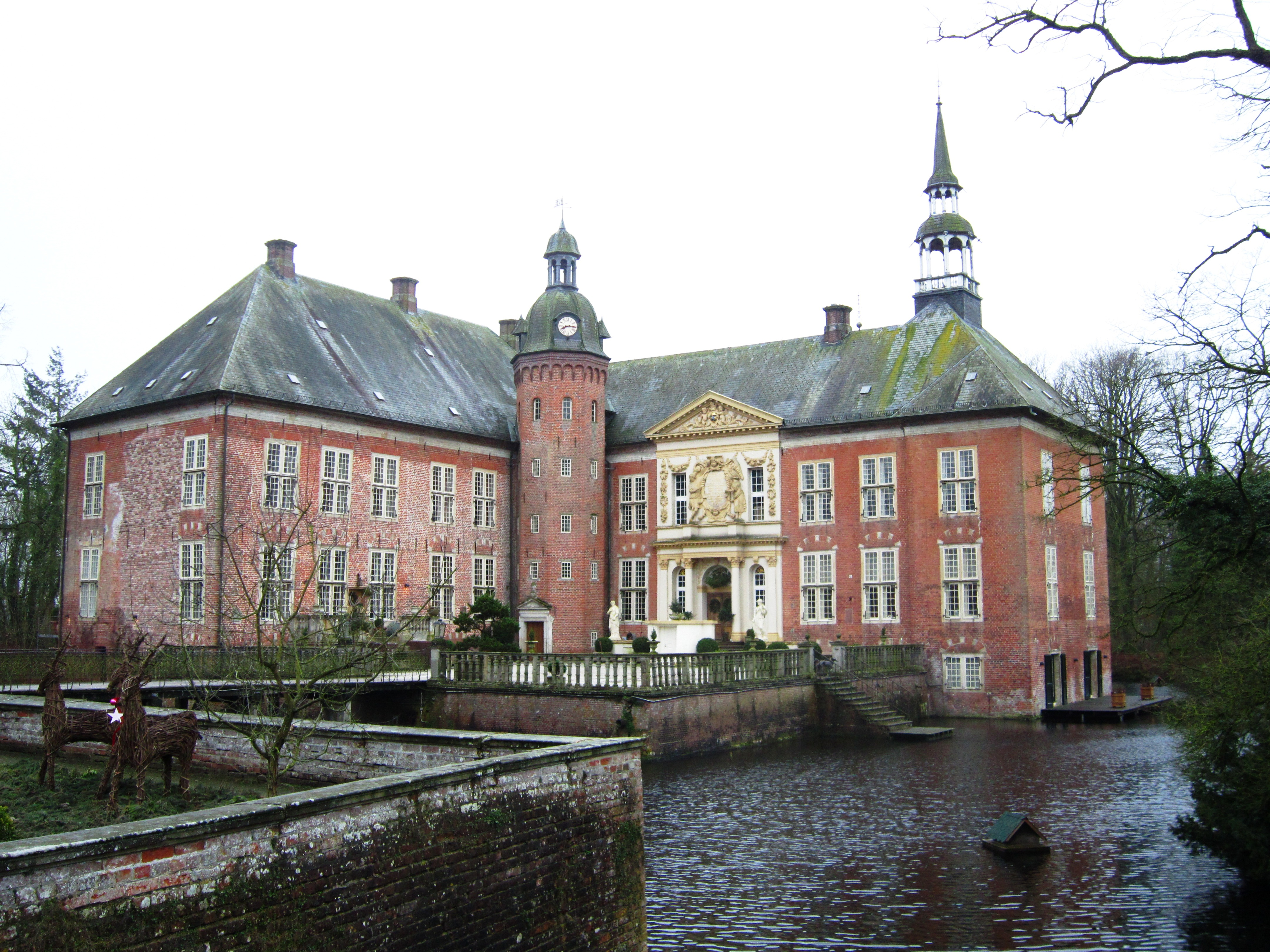
Schloss Gödens, errichtet ab 1671 von Haro Burchhard Freiherr von Frydag (1640–1692)

    - Schloss Gödens, errichtet ab 1671 von Haro Burchhard Freiherr von Frydag (1640–1692) Haro Burchhard (1640–1692) widmete sich mit seinem Bruder Franz Heinrich (1643–1693) den juristischen Wissenschaften auf deutschen, niederländischen und französischen Akademien und machte der damaligen Sitte gemäß mit seinem Bruder die Kavalierstour durch Europa. Bei seiner Rückkehr wurde er von Kaiser Leopold I. zum Kammerherrn ernannt. Wegen seiner Kenntnisse erhielt er die Stelle eines Reichshofrats in Wien und starb unverheiratet in Hamburg als kaiserlicher Vertreter am niedersächsischen Kreis. Ab 1671 ließ er das Wasserschloss Gödens in seiner bis heute erhaltenen Form errichten.
    - Karl Philipp (1644–1698) trat in den Malteserorden ein. Nachdem er sowohl in kaiserlichen Diensten gegen die Türken in Ungarn als auch einige Feldzüge auf dem Mittelmeer gegen die Barbaresken gemacht hatte, wurde er Großprior in Ungarn und starb 1698 in Valletta, als er einen neuen Feldzug gegen Tunis vorbereitete.
    - Hico Wilhelm (1645–1711) und Johann Ernst (1649–1703) wählten den geistlichen Stand und traten in den Jesuitenorden ein. Ersterer starb als ein ausgezeichneter Kanzelredner in Maastricht, Letzterer als Rektor des Jesuitenkollegiums in Halle Brabant.
    - Franz Heinrich (1643–1694) heiratete Sophia Elisabeth von Aldenburg, die Tochter Grafen Anton von Aldenburg und seiner Ehefrau Auguste Gräfin zu Sayn-Wittgenstein. Er folgte der Laufbahn seines älteren Bruders. Er wurde zum kaiserlichen Kammerherrn und Reichshofrat ernannt und befand sich ab 1656 als Gesandter am kurbrandenburgischen Hof in Berlin. Nach dem Tode seines Bruders erhielt er auch dessen Stelle am niedersächsischen Kreis. Er und seine Brüder wurden vom Kaiser Leopold am 2. Januar 1692 in den Reichsgrafenstand erhoben. Er hatte zwei Söhne und eine Tochter:
      - Franz Wilhelm (1686–1722) trat in königlich polnische und kursächsische Kriegsdienste. Er starb als Oberstleutnant in der Garde du Corps bei einem Aufenthalt in Wien 1722.
      - Burkard Philipp (1685–1746) folgte ebenfalls der diplomatischen Laufbahn seines Vaters und Onkels. Nachdem er von Universitäten und Reisen zurückgekommen war, kam er in den Zirkel der kaiserlicher Kammerherren und Geheimräte und vom Kaiser Karl VI. aufgenommen. Als Gesandter bei den nordischen Höfen in Stockholm und Kopenhagen entwickelte er seine diplomatischen Fähigkeiten. Die Stellung behielt er bis an seinen Tod in Kopenhagen, wo er 1746 im Alter von 61 Jahren starb. Er war mit Ebela Auguste Gräfin Bielke der Tochter des königlich dänischen Generalmajors Grafen Christoph Bielke (1654–1704) verheiratet. Seine Frau brachte ansehnliche Güter wie Lopkeld, Oberaha, Nederowe in die Familie. Sein Sohn gleichen Namens starb bereits kurz nach der Geburt. Dadurch erlosch die Linie. Die Erben waren die Nachkommen seiner Schwester Maria Juliane (1684–1727), die mit dem königlich dänischen General Erhard Friedrich von Wedel-Jarlsberg (1668–1740) verheiratet war. Deren Sohn Anton Franz von Wedel (1707–1788) erbte nun die Herrlichkeit Gödens, die sich seither bis heute im Besitz der Grafen von Wedel befindet.

## Wappen
- Blasonierung des Stammwappens: In Blau drei (2:1) silberne Ringe. Auf dem Helm mit blau-silbernen Decken steht ein beidseits wie der Schild bezeichneter offener Flug.[8]

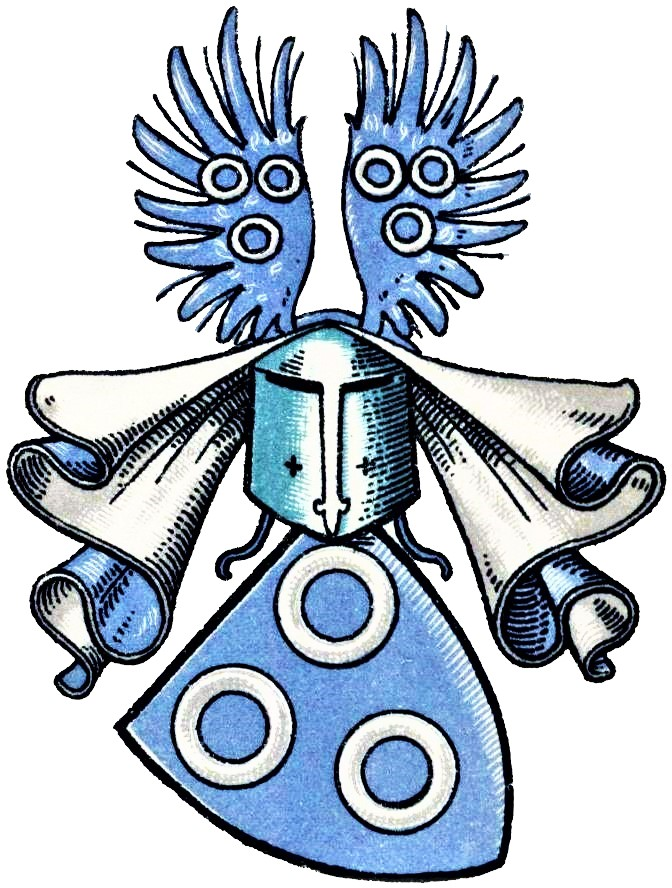
Gotische Darstellung im Wappenbuch des Westfälischen Adels
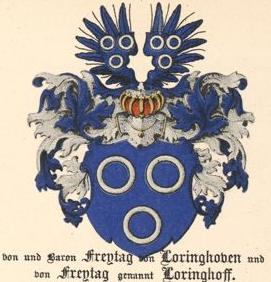
Darstellung im Baltischen Wappenbuch

- Blasonierung des Wappens derer von Frydag zu Estorff: In Blau drei (2:1) silberne Ringe. Auf dem Helm mit blau-silbernen Decken zwei blaue Straußenfedern, dazwischen die drei silbernen Ringe pfahlweise gestellt.[9]

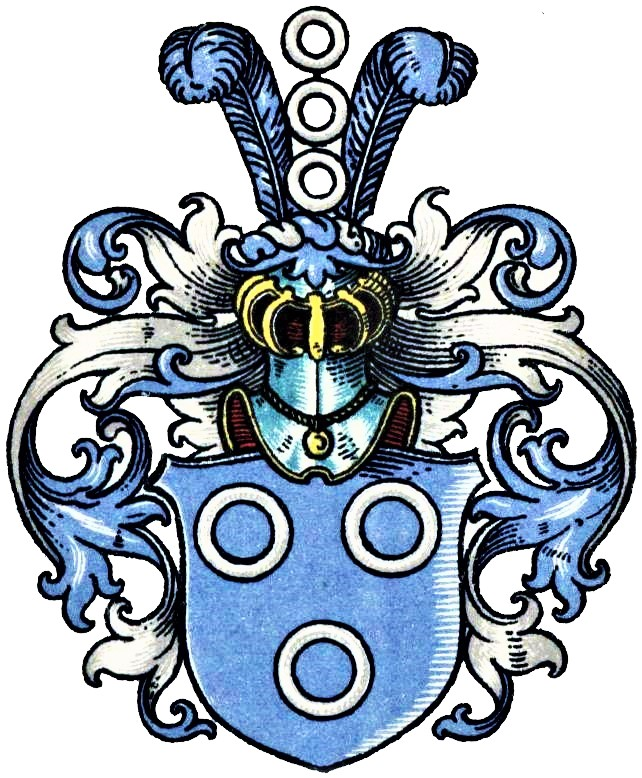
Wappen derer von Frydag zu Estorff im Wappenbuch des Westfälischen Adels
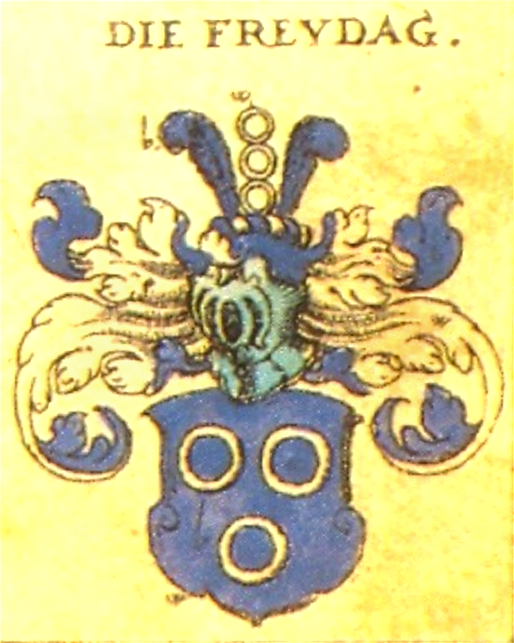
Barocke Darstellung in Siebmachers Wappenbuch von 1605

- Blasonierung des Wappens derer von Freytag-Loringhoven: Quadriert. Felder 1 und 4 in Blau drei (2:1) silberne Ringe. Felder 2 und 3 in Gold auf grünem Rasen ein grüner Wald aus welchem nach rechts ein schwarzer Löwe hervorspringt. Zwei Helme: I. gekrönt, offener blauer Flug, jeder Flügel mit den drei Ringen beladen; II. schwarz-golden bewulstet, 3 Bäume zwischen denen ein Löwe hervorspringt. Die Helmdecken sind recht blau-silbern und links schwarz-golden.[10]

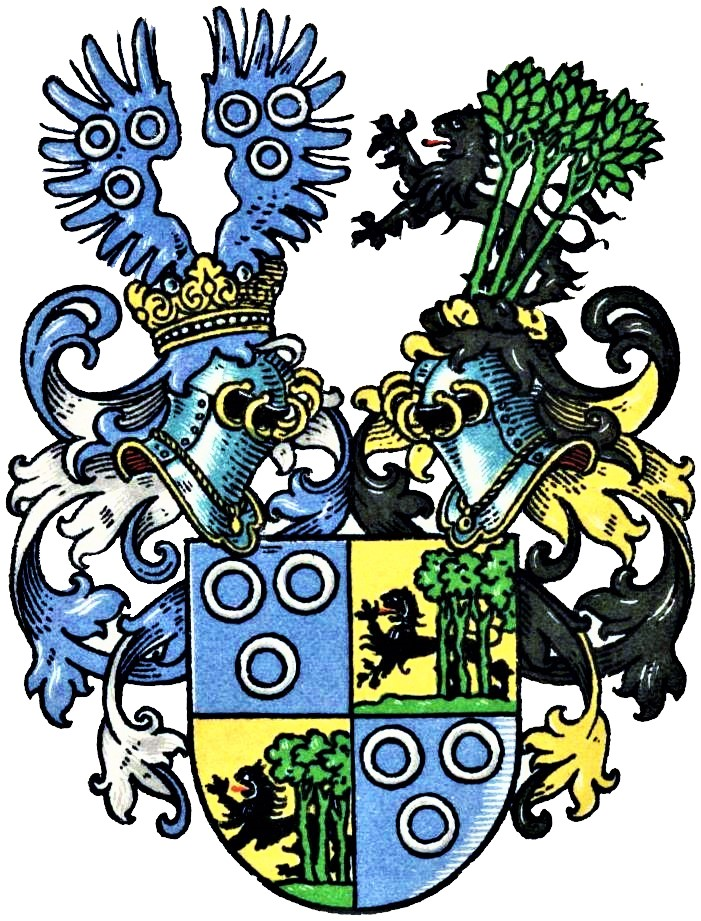
Wappen derer von Freytag-Loringhoven im Wappenbuch des Westfälischen Adels

- Blasonierung des Wappens der Grafen und Freiherren von Freytag-Loringhoven: Quadriert mit Herzschild, in dem in Blau drei (2:1) silberne Ringe. Felder 1 und 4 in Gold ein nach links aus grünem Wald hervorspringender schwarzer Löwe. Felder 2 und 3 in Hold ein schwarzer Balken. Drei gekrönte Helme: I. drei schwarze gestümmelte Baumäste; II. ein offener blauer Flug, jeder Flügel mit drei (2:1) silbernen Ringen beladen; III. schwarzer Adlerkopf mit goldenem Halsband. Die Helmdecken sind rechts schwarz-silbern, links blau-silbern.[11]

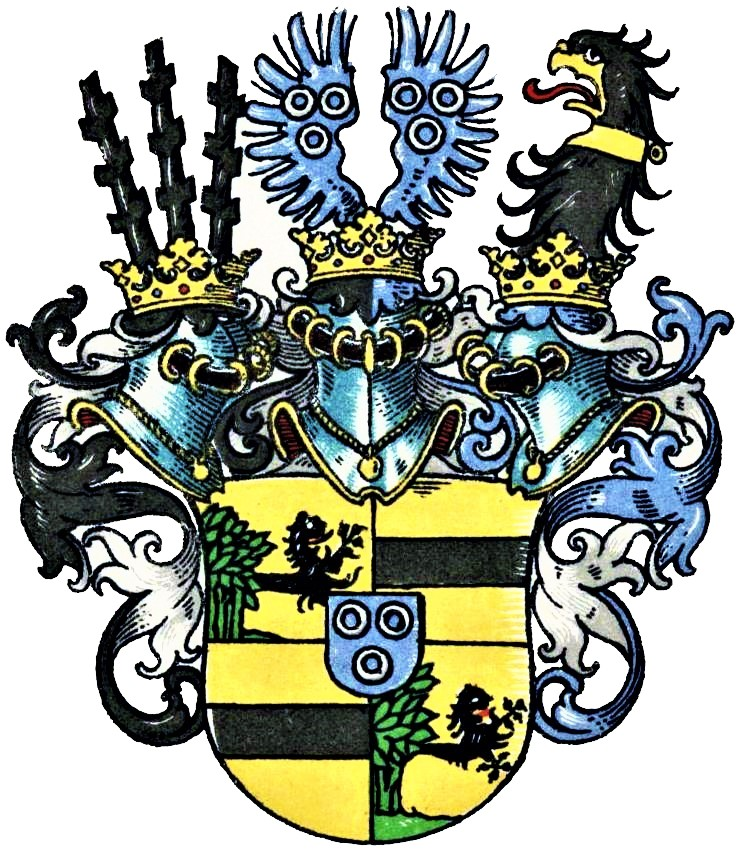
Wappen der Grafen von Freitag im Wappenbuch des Westfälischen Adels

Darüber hinaus vermehrten die Herren von Syberg ihr Stammwappen um das Wappen derer von Frydag, nachdem Adrian Dietrich von Syberg vom Hause Busch  Katharina Josina von Frydag zu Buddenburg geheiratet hatte. Außerdem fand das Frydag-Wappen Eingang in das Ortswappen von Neustadtgödens.

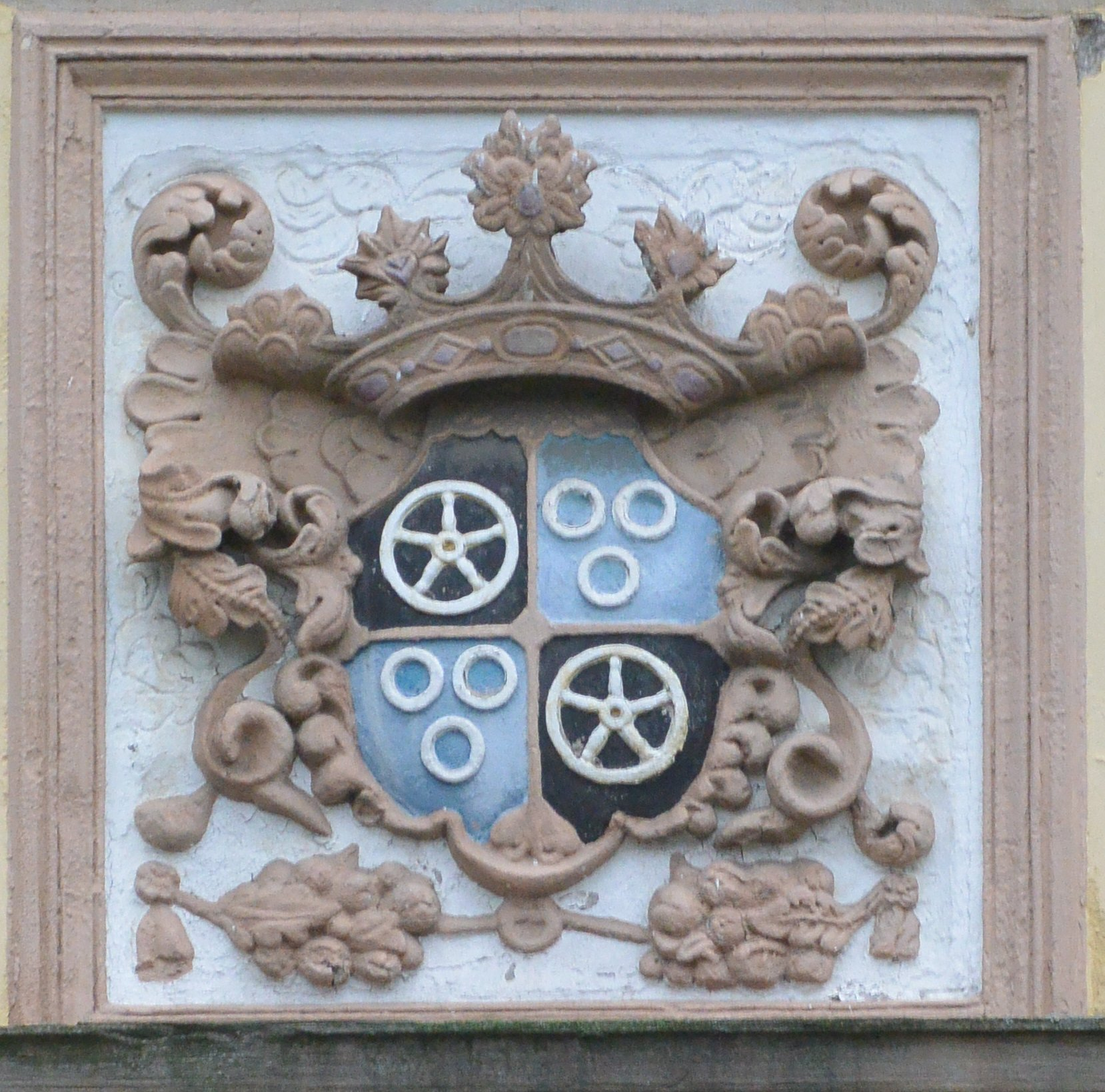
Wappen derer von Syberg vermehrt um das Wappen derer von Frydag. Wappenstein über dem Eingang von Haus Busch
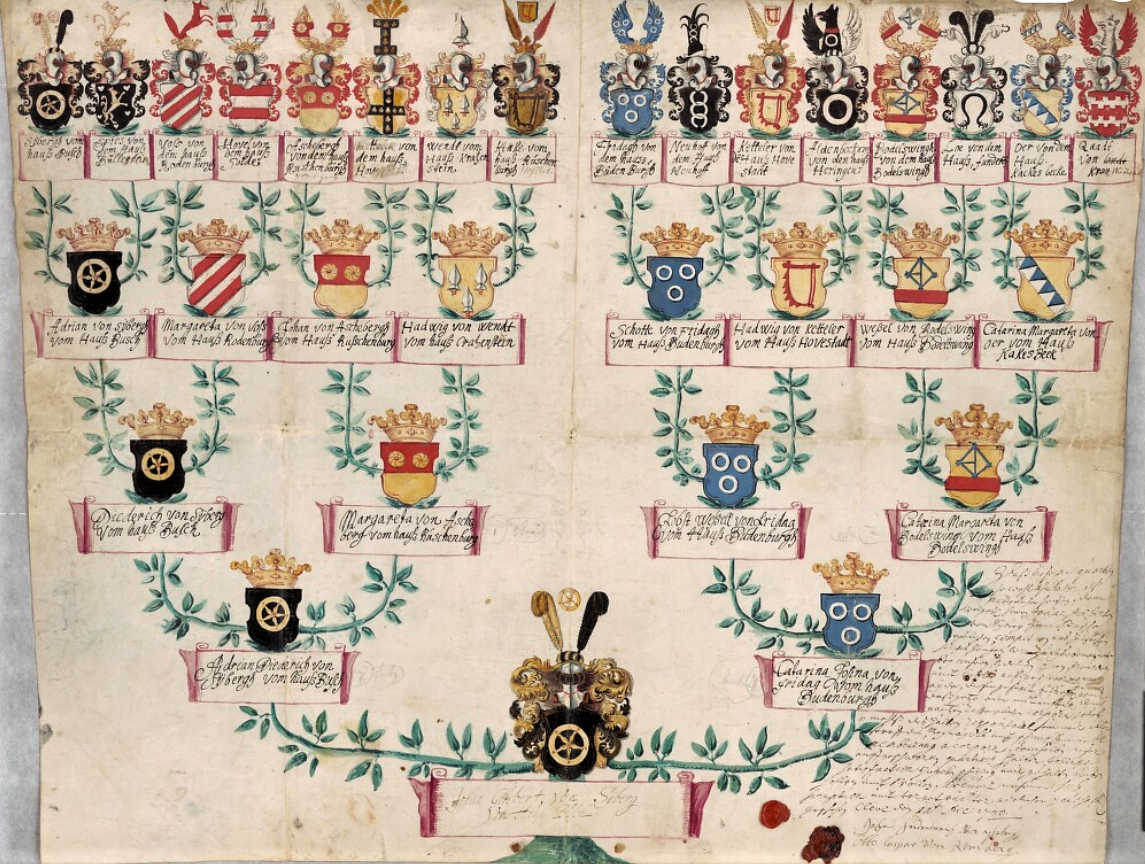
Aufschwörungstafel des Johann Gisbert von Syberg vom Hause Busch bei der märkischen Ritterschaft
Ortswappen von Neustadtgödens

## Namensträger
- Johann Freitag von Loringhoven (1483–1494), Landmeister des Deutschen Ordens in Livland
- Franz Ico von Frydag (1606–1652), Offizier und Diplomat, Mitglied der Fruchtbringenden Gesellschaft
- Georg Wilhelm Frydag zu Gödens (1712–1782), Regierungsrat
- Christian Philipp Frydag zu Gödens (* 1714), seit 1755 Drost von Aurich
- Christian Wilhelm Freytag von Gödens († 10. Juni 1804), Träger des Pour le Mérite, Oberst und Kommandeur des Infanterieregiments Nr. 10, Drost von Aurich
- Wilhelm von Freytag (1720–1798), Dragonermajor bei Minden 1759, Feldmarschall, militärischer Lehrer von Ernst August I. von Hannover
- Carl Gottlob von Freytag-Loringhoven (1811–1882), kaiserlich russischer Geheimrat, Diplomat und Generalkonsul in Kopenhagen und Danzig
- Alexander Freytag von Loringhoven (1849–1908), deutscher Jurist, Archivar und Schriftsteller
- Hugo von Freytag-Loringhoven (1855–1924), preußischer General und Militärschriftsteller, im Ersten Weltkrieg
- Mathilde Freiin von Freytag-Loringhoven (1860–1941), Malerin, Grafikerin, Kunstkritikerin, Schriftstellerin und Tierpsychologin
- Elsa von Freytag-Loringhoven (1874–1927), Dada-Künstlerin
- Axel Freiherr von Freytagh-Loringhoven (1878–1942 in Breslau), Völkerrechtler und Reichstagsabgeordneter der DNVP, ab Juni 1933 der NSDAP
- Wessel Freiherr Freytag von Loringhoven (1899–1944), Oberst i. G. und Widerstandskämpfer des 20. Juli 1944
- Frank Baron Freytag von Loringhoven (1910–1977), Genealoge und Journalist
- Bruno Baron von Freytag genannt Löringhoff (1912–1996), Philosoph und Logiker
- Bernd Baron Freytag von Loringhoven (1914–2007), Generalleutnant a. D. und Stellvertretender Generalinspekteur der Bundeswehr, später Kanzler des Johanniterordens
- Bettina von Freytag genannt Löringhoff (1943–2021), Archäologin, Eberhard-Karls-Universität Tübingen
- Gotlind Carla Baronesse Freytag von Loringhoven („Dodi“; * 1952), Münchner Malerin
- Arndt Freiherr Freytag von Loringhoven (* 1956), deutscher Diplomat, ehemaliger Vizepräsident des Bundesnachrichtendienstes, Sohn von Bernd Baron Freytag von Loringhoven
- Tatjana Freytag von Loringhoven (* 1980), österreichische Springreiterin und WM-Teilnehmerin 2002